# Чёрный юмор

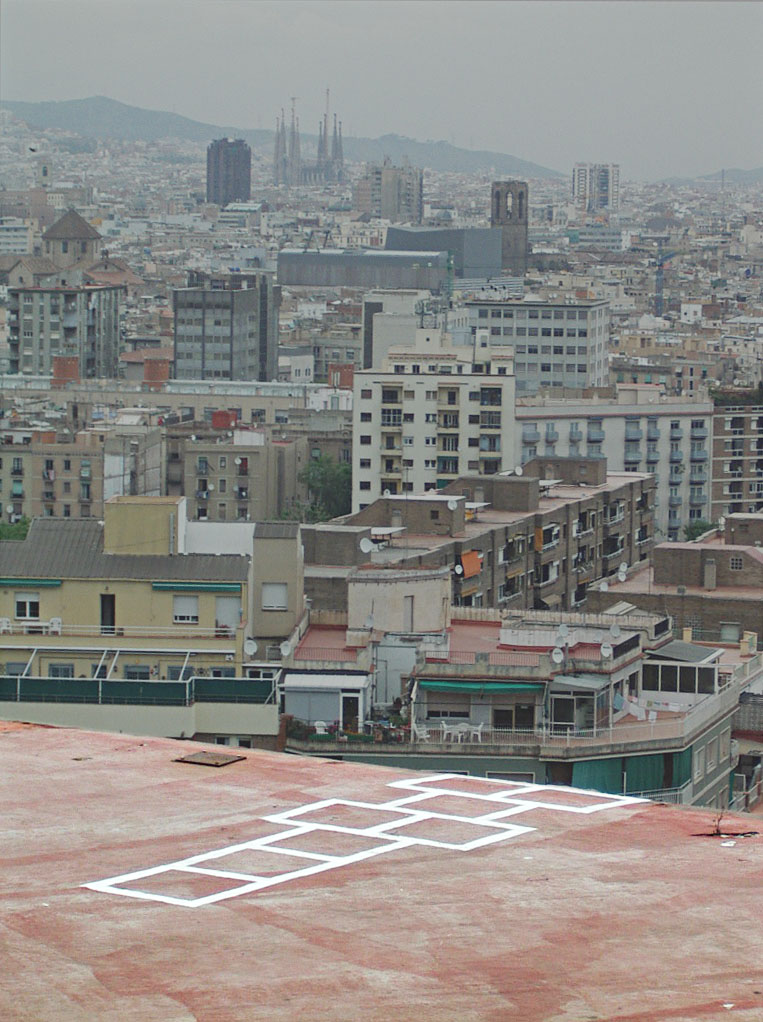
Пример чёрного юмора — «Классики» на краю крыши

Чёрный юмор — юмор с примесью цинизма, комический эффект которого состоит в насмешках над смертью, насилием, болезнями, физическими отклонениями или иными «мрачными», макабрическими темами. Чёрный юмор — обычный ингредиент абсурдистики в литературе и в кино (ОБЭРИУ, «Монти Пайтон», театр абсурда).

## Происхождение термина
Термин «чёрный юмор» (фр. humour noir) французского происхождения. Он встречается у символиста Гюисманса в 1880-е годы, однако в широкое употребление введён адептами сюрреализма, а в первую очередь Андре Бретоном, составившим в 1939 году «Антологию чёрного юмора».
Бретон возводил истоки «чёрного юмора» к литературе Просвещения — к произведениям Свифта («Скромное предложение»), Вольтера («Кандид»), Стерна («Тристрам Шенди»). Не лишены «чёрного» оттенка некоторые пародии на готический роман. Для философского обоснования мрачной комедии сюрреалисты привлекали учения Гегеля и Фрейда.

## В фольклоре

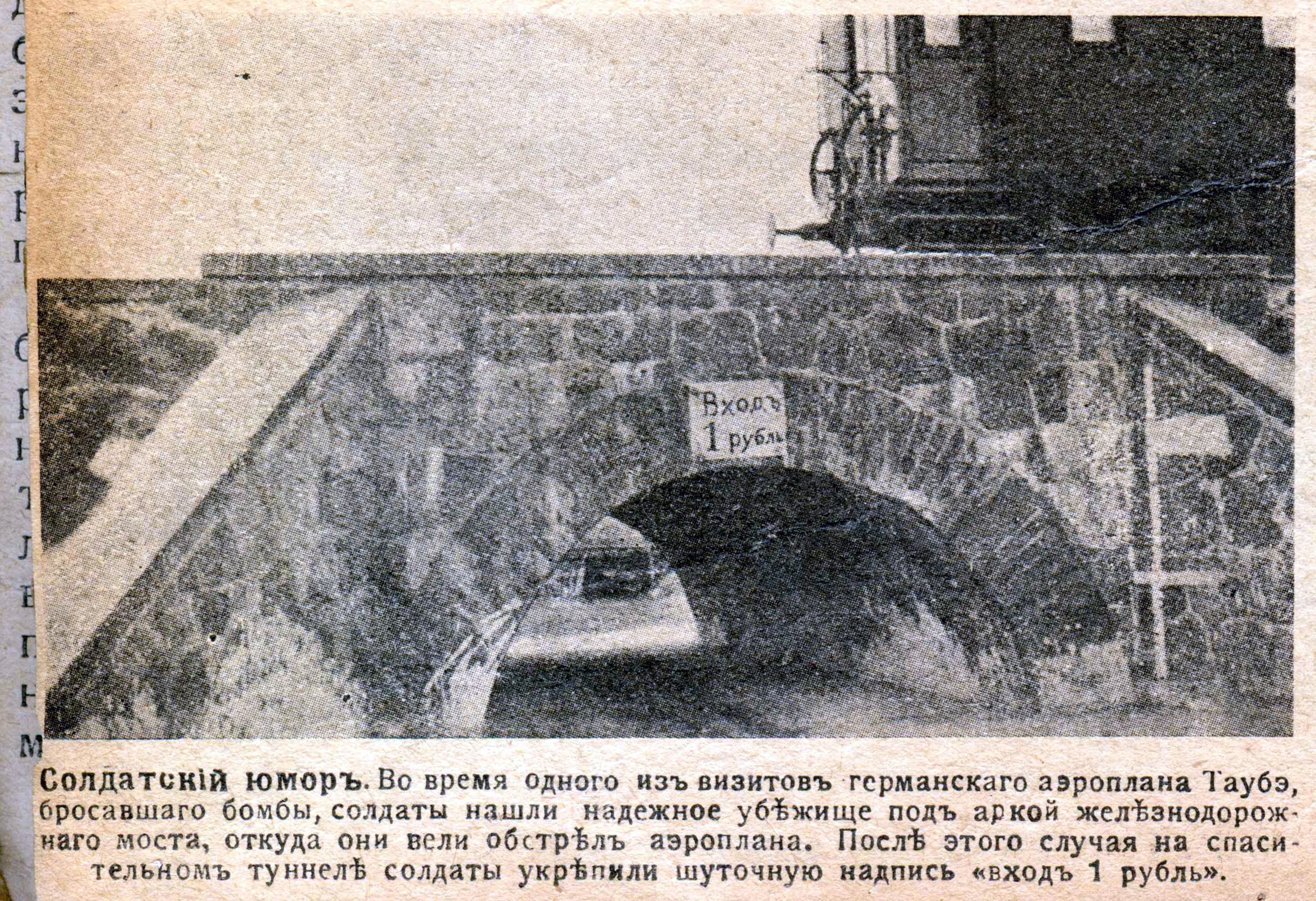
Русский солдатский юмор 1915 года: вход в укрытие от Таубе — 1 рубль

В простонародной среде «чёрный юмор» продолжал средневековую карнавальную традицию, представленную «плясками смерти» и «пирами во время чумы». По этой причине поистине народными стали мрачная песня из бурлетты «Сержант-рекрутёр» и полная жутких страшилок немецкая книжка для детей «Стёпка-Растрёпка». В фольклористике термин «чёрный юмор» используется для характеристики таких форм современного городского фольклора, как «садистские стишки» и анекдоты о мёртвых младенцах.

## В литературе
Из произведений XIX века Бретон включил в свою антологию сочинения Шарля Бодлера, Льюиса Кэррола и Альфонса Алле. В русской литературе с чёрным юмором ассоциируются имена Антона Чехова (святочные рассказы), Саши Чёрного, Даниила Хармса и Григория Остера («Вредные советы»).

«В любой жизни есть свои взлёты и падения, — как говаривал один мой знакомый лифтёр».— Альфонс Алле. Не бейтесь в истерике.
Отчасти с чёрным юмором связан период раннего творчества Владимира Маяковского («Я люблю смотреть, как умирают дети», «Клоп», «Баня»).
По мнению некоторых исследователей, американская постмодернистская литература сформировалась на основе литературного течения под названием «школа "черного юмора"».

## В кино
На высмеивании священных или неприкосновенных тем построена английская «чёрная комедия» (англ. black comedy), к вершинам которой относятся послевоенные фильмы Ealing Studios («Добрые сердца и короны», «Замочить старушку») и продукция «Монти Пайтона». В настоящее время традиции жанра продолжает Эдгар Райт («Зомби по имени Шон», 2004), Алан Баттерворф («Завещание Драмонда», 2010) и другие режиссёры.
В других кинематографических традициях также есть место для «комедии ужасов»; её проявления весьма разнообразны — от «Бала вампиров» Романа Поланского до «Дома» Нобухико Обаяси.
Чёрный юмор характерен и для популярных голливудских режиссёров — Роберта Земекиса («Смерть ей к лицу»), братьев Коэн («Бартон Финк», «Большой Лебовски»), Квентина Тарантино («Бешеные псы», «Криминальное чтиво»), Тима Бёртона («Труп невесты», «Кошмар перед Рождеством», «Мрачные тени» и другие), Гай Ричи («Карты, деньги, два ствола», «Большой куш», «Рок-н-рольщик», и «Джентльмены»).
Также существует множество фильмов, содержащих элементы чёрного юмора, однако не позиционирующих себя как чёрные комедии. Например, в комедии «Тупой и ещё тупее» главные герои убивают одного из злодеев, вместо таблеток от язвы накормив его крысиным ядом.